# Chaumes de Sechebec
Chaumes de Sechebec este o arie protejată (sit de importanță comunitară — SCI) din Franța întinsă pe o suprafață de 39,96 ha, integral pe uscat.

## Localizare
Centrul sitului Chaumes de Sechebec este situat la coordonatele 45°53′59″N 0°44′25″W / 45.89972°N 0.74028°V.

## Înființare
Situl Chaumes de Sechebec a fost declarat arie specială de conservare în baza directivei 92/43 din 1992 referitoare la conservarea habitatelor naturale și a faunei și florei sălbatice pentru a proteja 8 specii de animale.

## Biodiversitate
Situată în ecoregiunea atlantică, aria protejată conține 5 habitate naturale: Formațiuni de Juniperus communis pe lande sau pajiști calcaroase, Pajiști uscate seminaturale și facies de acoperire cu tufișuri pe substraturi calcaroase (Festuco-Brometalia) (* situri importante pentru orhidee), Păduri de Quercus ilex și Quercus rotundifolia, Pajiști carstice calcaroase sau bazofile, de Alysso-Sedion albi, Pseudostepă cu ierburi și specii anuale de Thero-Brachypodietea.
La baza desemnării sitului se află mai multe specii protejate:
- mamifere (5): liliac cârn (Barbastella barbastellus), liliac cu aripi lungi (Miniopterus schreibersii), liliac cu urechi de șoarece (Myotis blythii), liliac comun (Myotis myotis), liliacul mare cu potcoavă (Rhinolophus ferrumequinum)
- nevertebrate (3): Euplagia quadripunctaria, Gomphus graslinii, Rosalia alpina

Pe lângă speciile protejate, pe teritoriul sitului au mai fost identificate 16 specii de plante, 6 specii de păsări, 3 specii de amfibieni, 6 specii de mamifere, 1 specie de nevertebrate, 4 specii de reptile.